# 京福電気鉄道デオ600形電車

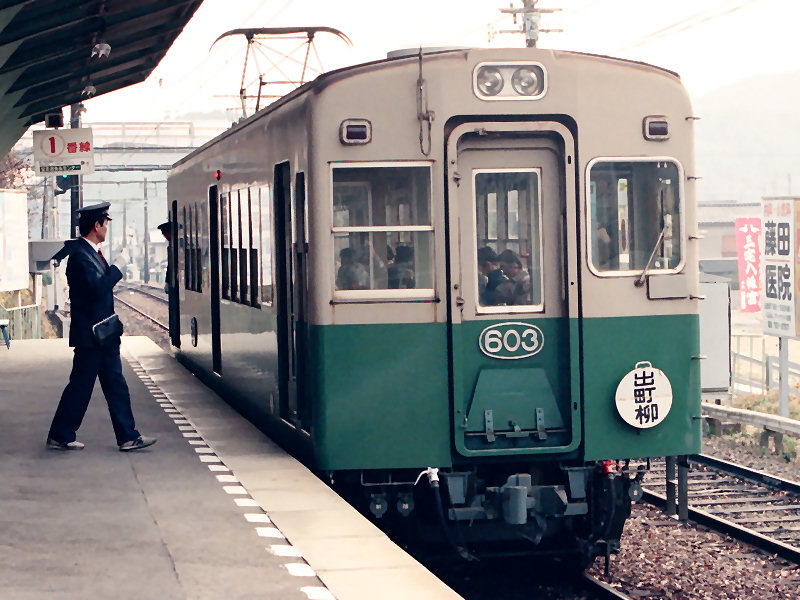
単行時代のデオ600形（二軒茶屋駅旧上りホームにて）

京福電気鉄道デオ600形電車（けいふくでんきてつどうデオ600がたでんしゃ）は、京福電気鉄道が1979年から1980年にかけて、デナ500形の下回りを流用して新製した電車（制御電動車）である。車両記号の「デオ」とは、「デ」が電動車を（デンドウシャ）、「オ」が車体の大きさ（大型 = オオガタ）をそれぞれ意味する。1985年の叡山線分社化に際し、叡山電鉄に承継された。

## 概要
武庫川車両工業製。デナ500形にはなかった発電制動も装備され、二軒茶屋駅より先の急勾配路線に入線できるようになった。デオ300形の経験から車体長15.0m・全長15.7mに抑えられ、以後の叡電車両の標準となった。車体はデオ300形類似であるがより角ばったものとなり、前面は3枚窓貫通形、側面窓配置はdD5D5Dd（dは乗務員室扉、Dは客用扉、数字は扉間の窓の数）である。正面貫通扉上に2つ並んだ小型のヘッドライトと、屋根上に並んだグローブ型ベンチレーターが特徴である。集電装置は当初よりパンタグラフである。
連結器はそれまでの車両の（並形）自動連結器から密着自動連結器（従来車ともそのまま連結可）に変更され、その後の全営業車に普及している。台車は抱き合わせ型ブレーキ（505 - 510）のものが選ばれており（一時期残ったデナ500形には振り替えて使用）その関係から601 - 604は元阪神881形のU形イコライザーの台車、605・606は元阪神831形の弓形イコライザーの台車を履いている（台車形式は同じ）。
塗色はデオ200形以来の京福京都本社時代の標準色であったクリームと緑のツートンカラーで、叡山電鉄発足後も同塗装で残った最後の旅客車両であった（事業用ではデト1000形が残存）。
大型化されたこともあり当初は主に単行で使用されたが、700系登場以降は番号順（601+602・603+604・605+606）の2両編成で使用されるようになった。なお、その後も単行での使用は考慮されており、1989年（平成元年）のATS取付は全車に実施され、運用離脱まで各車の単独営業運転が可能であった。

## 廃車
改造により冷房装置を搭載するよりも新車導入が有利とされ、比較的若い車齢にもかかわらずデオ900系に置き換えられる形で廃車が進んだが、同形式は計画変更で2編成のみで製造が打ち止めとなり、本形式は603+604の2両のみが残存した。ただし、2004年（平成16年）1月13日の原則全列車ワンマン運行化に際してもワンマン機器は搭載されず、定期運用に就くことはなく貸切列車などで使われるのみとなっていた。
その後、最後まで残っていた603+604も2008年（平成20年）11月1日をもって引退することとなり、同日には「さよなら600ラストラン」と題するさよなら運転が行われた。最後の出町柳～二軒茶屋往復運用および最終運転の出町柳発修学院行きには「さよならデオ600形」の装飾が車両の前後に施された。
運用離脱後も修学院車庫で休車のサボを出して留置されていたが、のちに廃車解体された。これにより、旧京福時代から継承した旅客営業車両、および吊り掛け駆動の旅客営業車両は叡山電鉄から消滅し、事業用のデト1000形を除いてカルダン駆動車に統一された。